# Vera Lynn
Dame Vera Lynn, pseudonimo di Vera Margaret Welch (Londra, 20 marzo 1917 – Ditchling, 18 giugno 2020), è stata una cantante britannica, attiva nel periodo della seconda guerra mondiale.

## Biografia
Il cognome Lynn, quello di sua nonna prima del matrimonio, fu da lei preso come nome d'arte. Vera Lynn cominciò a cantare all'età di sette anni, ed esordì alla radio nel 1935 cantando accompagnata dall'orchestra Joe Loss. Iniziò quindi ad incidere con la collaborazione della stessa orchestra Loss e di quella di Charlie Kunz, per poi cantare con quella dell'italiano Annunzio Paolo Mantovani.
Nel 1939 sposò il clarinettista e sassofonista Harry Lewis. Nello stesso anno registrò la sua più celebre canzone, We'll Meet Again.
Negli anni della guerra si prodigò per portare conforto ai soldati inglesi al fronte eseguendo canzoni come Sincerely Yours e There'll Always Be an England o visitando gli ospedali in cui venivano curate le numerosissime vittime colpite dai bombardamenti.
La nostalgica canzone We'll Meet Again diventò in questi anni il simbolo e l'incoraggiamento delle persone che unite da un forte amore sono separate dalla guerra e desiderano con tutto il cuore di poter un giorno nuovamente incontrarsi.
Dopo la guerra incise altre canzoni che riscuoteranno un buon successo; tra queste si possono citare Auf Wiederseh'n Sweetheart che raggiunse la prima posizione nella Billboard Hot 100 per nove settimane e My Son, My Son, il singolo inglese numero uno nel 1954. La sua figlia unica, Virginia, è nata nel 1946.
Continuerà la sua attività fino al 1995. Il marito è morto nel 1998.
Nel VE Day inglese del 2005 fece un'apparizione a sorpresa incitando tutti, soprattutto i giovani, a non dimenticare lo spirito di sacrificio che animò la Gran Bretagna in quei drammatici anni.
Il 30 agosto 2009 Vera diventò la più anziana artista vivente ad entrare nella classifica dei 20 album più venduti del Regno Unito. La sua raccolta We'll Meet Again: The Very Best of Vera Lynn raggiunse la posizione numero 20.: due settimane più tardi arrivò anche alla numero 1, migliorando inoltre questo record di anzianità, ritoccato solo pochi mesi prima da Bob Dylan.
Dama dell'Impero Britannico dal 1965, è morta nel giugno del 2020, ultracentenaria.

## Vita privata
Durante la seconda guerra mondiale sposò Harry Lewis, clarinettista e sassofonista, membro di un'orchestra. La coppia ebbe una figlia, Virginia Penelope Anne, nata nel 1946. La cantante rimase vedova nel 1998.

## Citazioni e omaggi
- I Pink Floyd le hanno intitolato Vera una canzone del loro album The Wall (1979). In questa canzone si fa esplicito riferimento a Vera Lynn e al brano We'll Meet Again. Nel film Pink Floyd The Wall, la canzone di Vera Lynn, The Little Boy That Santa Claus Forgot, è il sottofondo della scena iniziale.
- Stanley Kubrick nel film Il dottor Stranamore, usò ironicamente il brano We'll Meet Again per i titoli di coda della pellicola.
- La canzone We'll Meet Again è inserita nella colonna sonora del film Kong: Skull Island.
- La canzone We'll Meet Again è inserita in uno dei due finali alternativi del videogioco Far Cry 5.
- La canzone We'll Meet Again è inserita nel quarto episodio della terza stagione di Stranger Things.
- La canzone We'll Meet Again è stata inserita nel docufilm "Il giorno della libertà" di Paola Severini Melograni e Nicoletta Mantovani Pavarotti in occasione dei 30 anni dalla caduta del Muro di Berlino, interpretata dal cantante Giovanni Caccamo con gli artisti della Fondazione Pavarotti Claudia Sasso, Floriana Cicia e Giuseppe Infantino.

## Discografia

### Album
- 1935
  - The General's Fast Asleep
  - No Regrets
  - When the Poppies Bloom Again
  - I'm in the Mood for Love (Rex Records)
  - Sailing Home With The Tide (Rex Records)
  - Thanks A Million (Rex Records)
- 1936
  - Heart Of Gold (Rex Records)
  - A Star Fell Out Of Heaven (Rex Records)
  - Crying My Heart Out For You (Rex Records)
  - It's Love Again (Rex Records)
  - Did Your Mother Come From Ireland? (Rex Records)
  - Have You Forgotten So Soon? (Rex Records)
  - Everything Is Rhythm (Rex Records)
- 1937
  - When My Dream Boat Comes Home (Rex Records)
  - Goodnight, My Love (Rex Records)
  - All Alone In Vienna (Rex Records)
- 1939
  - We'll Meet Again
- 1940
  - Careless
  - Until You Fall in Love
  - It's a Lovely Day Tomorrow
  - When You Wish upon a Star
  - Memories Live Longer Than Dreams
  - There'll Come Another Day
  - (There'll Be Bluebirds Over) The White Cliffs of Dover
- 1941
  - Smilin' through
  - When They Sound the Last All Clear
  - Yours
  - My Sister and I
  - I Don't Want to Set the World on Fire
- 1942
  - You're in my Arms
- 1948
  - You Can't Be True, Dear
  - Again
- 1952
  - Auf Wiederseh'n Sweetheart
  - If You Love Me (Really Love Me)
- Dopo il 1954
  - My Son, My Son (UK number 1, 1954)
  - The Homing Waltz
  - Forget Me Not
  - Windsor Waltz
  - Who Are We
  - A House With Love In It
  - The Faithful Hussar (Don't Cry My Love)
  - Travellin' Home
  - Hits Of The Sixties (album)
  - By the Time I Get To Phoenix
  - Everybody's Talking
  - The Fool On The Hill

### Album registrati per la EMI dal 1960
- 1961 - Yours
- 1961 - As Time Goes By
- 1962 - Hits From The Blitz
- 1964 - Among My Souvenirs
- 1966 - More Hits Of The Blitz
- 1970 - Hits Of The 60's - My Way
- 1972 - Favourite Sacred Songs
- 1976 - Christmas With Vera Lynn
- 1977 - Vera Lynn In Nashville